# Syl Johnson
Syl Johnson (Holly Springs, Misisipi, 1 de julio de 1936 - 6 de febrero de 2022) fue un cantante, guitarrista y productor discográfico estadounidense de blues y soul. 

## Discografía

### Álbumes
- 1968 Dresses Too Short (Twinight)
- 1970 Is It Because I'm Black? (Twinight)
- 1973 Back For A Taste Of Your Love (Hi)
- 1974 Diamond In The Rough (Hi)
- 1975 Total Explosion (Hi)
- 1979 Uptown Shakedown (Hi)
- 1982 Ms. Fine Brown Frame (Shama)
- 1994 Back In The Game (Delmark Records)
- 1995 This Time Together by Father and Daughter (Twinight) with Syleena Johnson
- 1995 Bridge to a Legacy (Antone's Records)
- 1999 Talkin' About Chicago (Delmark)
- 2000 Hands of Time (Hep Me Records)
- 2002 Two Johnsons Are Better Than One (Evangeline) with Jimmy Johnson

### Sencillos
- 1967 Come On Sock It To Me (Twilight) #12 R&B
- 1967 Different Strokes (Twilight) #17 R&B
- 1968 Dresses Too Short (Twinight) #36 R&B
- 1969 Is It Because I'm Black? (Twinight) #11 R&B, #68 Pop
- 1970 Concrete Reservation (Twinight) #29 R&B
- 1970 One Way Ticket To Nowhere (Twinight) #24 R&B
- 1971 Get Ready (Twinight) #34 R&B
- 1972 The Love You Left Behind (Hi) #43 R&B
- 1972 We Did It (Hi) #23 R&B, #95 Pop
- 1973 Back For A Taste Of Your Love (Hi) #16 R&B, #72 Pop
- 1974 Let Yourself Go (Hi) #54 R&B
- 1974 I Want To Take You Home (Hi) #40 R&B
- 1975 Take Me To The River (Hi) #7 R&B, #48 Pop
- 1975 I Only Have Love (Hi) #15 R&B
- 1982 Ms. Fine Brown Frame (Boardwalk) #60 R&B